# Nothing Really Matters
"Nothing Really Matters" é uma canção gravada pela cantora estadunidense Madonna, contida em seu sétimo álbum de estúdio, Ray of Light (1998). Foi escrito por Patrick Leonard e pela própria interprete que também produziu a faixa ao lado de William Orbit e Marius de Vries. A música foi lançada como o quinto e último single do álbum em 2 de março de 1999 pela Maverick Records e Warner Bros. Records. Uma faixa eletrônica na qual Madonna experimenta diferentes gêneros musicais, "Nothing Really Matters" inclui música ambiente e ruídos eletrônicos adicionados por De Vries. Liricamente, a gravação se aprofunda na primeira filha da cantora, Lourdes Leon, tendo também temas de egoísmo, carinho e maternidade abordados.
A música foi apreciada pela crítica por seu conteúdo e composição lírica e foi declarada pelos críticos como um dos trabalhos mais pessoais de Madonna; no entanto, alguns críticos acharam que a faixa soava morna e sem brilho em comparação com outras faixas de Ray of Light. Nos Estados Unidos, a música continua sendo a estréia mais baixa de Madonna na Billboard Hot 100, chegando ao número 93. Sua posição mais baixa nas paradas se deve à falta de airplay e ao atraso em lançá-la em formato de CD, fato no qual os fãs da cantora protestaram contra Warner Bros. A música se tornou seu 23º número um da artista na tabela Dance Club Songs, além disso "Nothing Really Matters" alcançou o primeiro lugar na Espanha e na Hungria e posicionou-se entre os dez primeiros em países como Canadá, Escócia, Finlândia, Islândia, Itália, Nova Zelândia e Reino Unido.
O videoclipe que acompanha a canção foi dirigido pelo diretor sueco Johan Renck e foi lançado em 13 de fevereiro de 1999. Inspirado no romance Memoirs of a Geisha, de Arthur Golden, em 1997 , o vídeo retrata Madonna como uma gueixa, dançando em uma pequena sala. O quimono vermelho usado por ela no vídeo foi desenhado pelo estilista francês Jean Paul Gaultier. Foi usada pela cantora durante sua apresentação da música no Grammy Awards de 1999. "Nothing Really Matters" é citado como um dos singles mais subestimados de Madonna até hoje. O figurino e o videoclipe foram citados por jornalistas e acadêmicos como uma das mais emblemáticas e melhores reinvenções da cantora até os dias atuais.

## Antecedentes e lançamento

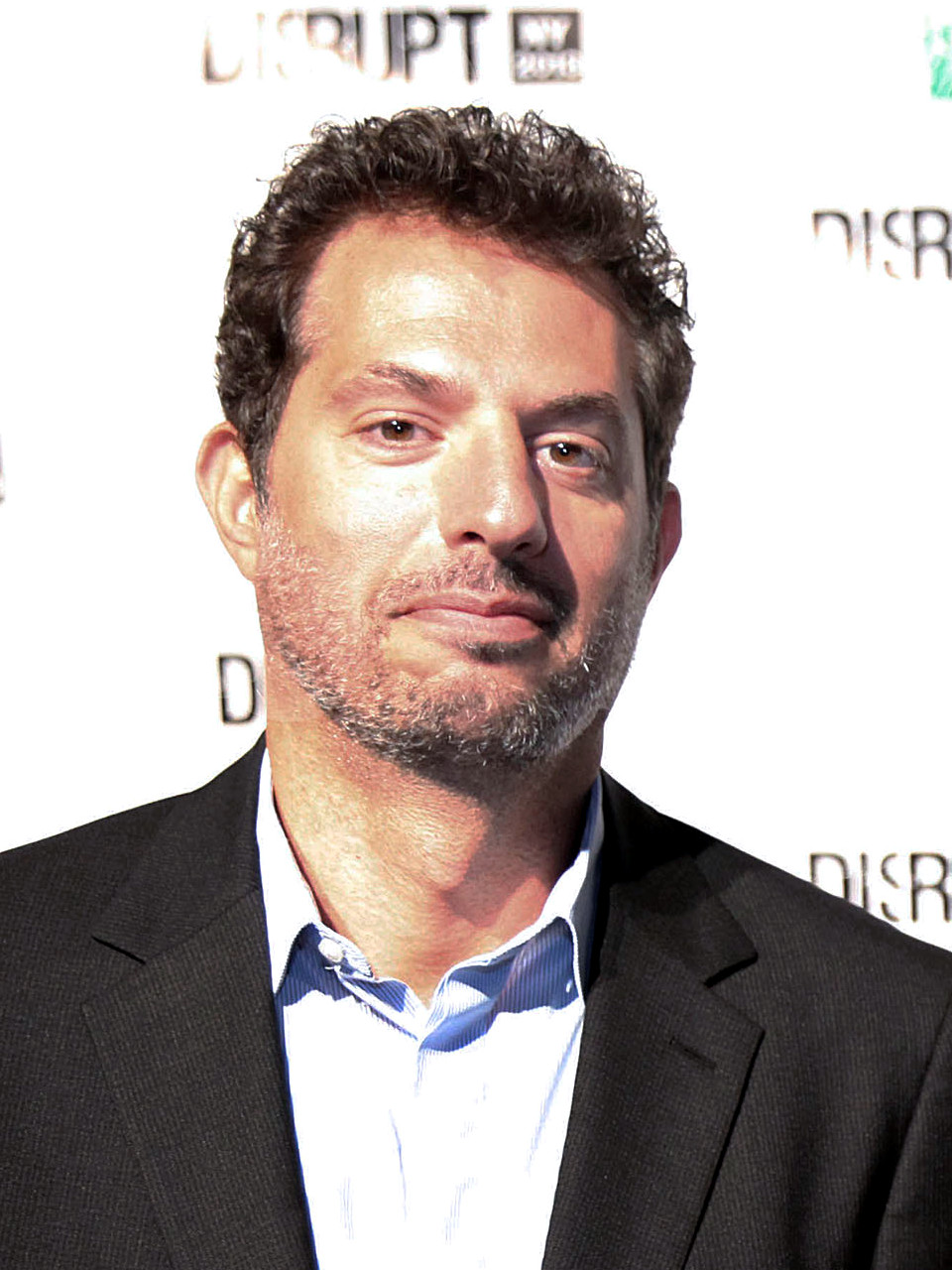
O empresário de Madonna, Guy Oseary (foto) organizou o encontro e a colaboração entre a cantora e o produtor britânico William Orbit.

"Nothing Really Matters" foi escrito por Madonna e pelo produtor e compositor americano Patrick Leonard, e foi produzido por ela mesma ao lado dos produtores britânicos William Orbit e Marius de Vries. A música foi inspirada na filha de Madonna, Lourdes Leon, a quem ela deu à luz em 1996. Esses eventos inspiraram um período de introspecção para a cantora. "Isso foi um grande catalisador para mim. Levou-me a procurar respostas para perguntas que nunca me fiz antes", disse ela à revista Q em 2002. Madonna começou a escrever a música com Leonard durante o desenvolvimento de seu álbum Ray of Light. No entanto, ao contrário de sua dinâmica de trabalho anterior, Leonard deu pouca contribuição durante as sessões de estúdio e apenas co-escreveu quatro músicas para o álbum, incluindo "Nothing Really Matters". Como resultado, Madonna não queria que ele produzisse a faixa. Seu empresário, Guy Oseary, então telefonou para Orbit, e sugeriu que este último enviasse algumas músicas para Madonna. Orbit enviou-lhe uma fita de áudio digital de 13 faixas (DAT), que incluía uma versão demo da música de "Nothing Really Matters". Segundo Madonna, ela era fã do trabalho de Orbit há muito tempo e ficou satisfeita com a versão demo, na qual ele começou a trabalhar.
De Vries, que havia trabalhado na demo, pediu à Orbit para ajudar a produzir a música e foi alistado. De acordo com o escritor do Madonna: Like an Icon, Lucy O'Brien, De Vries e Orbit originalmente compuseram e produziram a faixa antes de Ray of Light ser concebido. Durante as sessões, Orbit considerou a contribuição de De Vries "desanimadora", a qual este confessou: "Em todas as colaborações, deixei muito espaço para ele, mas por isso queria colocar algo na mesa e diga: 'É isso que eu penso'". De Vries havia acrescentado ruído eletrônico durante o primeiro refrão da música, afirmando que ele tinha uma "visão de como a música deveria terminar". Órbita não gostou da adição, pois lhe pareceu que o "DAT estava quebrado". De Vries defendeu sua contribuição dizendo que deveria ser "assim [...] É muito lento para uma música dance dessa natureza, não para uma música de ritmo". Madonna desfrutou de todas as três contribuições para a faixa e, como resultado, Orbit relutantemente a deixou. No livro de J. Randy Taraborrelli, Madonna: An Intimate Biography, a cantora disse que a principal inspiração por trás de "Nothing Really Matters" e "The Power of Good-Bye" do mesmo álbum, havia outras pessoas julgando e dissecando seu processo criativo. Elaborando a declaração, ela acrescentou,

Em 'Nothing Really Matters' e 'The Power of Adeus', quero que as pessoas tenham uma reação visceral e emocional às coisas, em vez de ter em mente de onde vêm todas as minhas coisas. Com as músicas, eu queria dizer que não importa realmente o que você pensa ou faz, apenas pensa por si mesmo, e não julga e disseca os outros. Sabe, se eu vejo um inseto rastejando pelo chão e isso me inspirou a escrever o poema de amor mais incrível, não quero que as pessoas pensem em seu relacionamento e depois pensem no meu inseto rastejando pelo chão. É então que o poder do adeus se torna melhor que o poder da aceitação.

"Nothing Really Matters" foi selecionado como o quinto e último single de Ray of Light, e foi lançado em 2 de março de 1999 pela Maverick Records e Warner Bros. Records. Foi lançado em seis formatos principais, incluindo um vinil de 12 polegadas, dois singles em CD, um maxi single, uma fita cassete e foi disponibilizado para download digital. Um vinil promocional de 7 polegadas foi lançado para várias boates da América do Norte e incluiu a versão original do álbum, juntamente com a faixa do lado B e da faixa "To Have and Not To Hold". Dois formatos de vinil de 12 polegadas foram lançados na América do Norte; um incluía quatro vinis que incorporavam duas faixas em cada um, enquanto o segundo era reeditado com novas obras de arte e colocação de lista de faixas. O maxi single incluiu a versão do álbum e dois remixes do disc jockey austríaco Peter Rauhofer (sob o pseudônimo Club 69). Dois singles do CD foram lançados em todo o mundo, exceto na América do Norte; o primeiro CD inclui a versão do álbum, um remix de Rauhofer e um remix de Peter Kruder & Richard Dorfmeister, enquanto o segundo inclui três remixes de Rauhofer. Uma fita cassete foi lançada no Reino Unido; nela incluía a versão do álbum e um remix de Rauhofer, apresentado nos dois lados da fita de gravação.

## Gravação e composição
"Nothing Really Matters" foi gravado ao lado do resto do álbum no Larrabee North Studio em North Hollywood, Califórnia. Apenas três outras pessoas estavam no estúdio com Madonna durante a gravação da música e do álbum: Orbit, o engenheiro de gravação Pat McCarthy e seu engenheiro assistente, Matt Silva. A faixa não apresentava instrumentação ao vivo e fazia parte de um problema de maquinário que atrasou a gravação inicial, já que a Orbit preferia trabalhar com loops de sample e instrumentação baseada em sintetizadores. Como resultado, demorou um pouco para terminar a produção da música, até que os computadores fossem reparados. A música foi masterizada por Ted Jensen no Sterling Studios, em Nova Iorque, e incluiu vocais de fundo de Donna DeLory e Nikki Harris.
"Nothing Really Matters" é uma música eletrônica de ritmo intermediário, que contém influências de techno, downtempo pop e house music. É definido na fórmula de compasso do tempo comum e é composto na clave de Fá maior, com um ritmo moderado de 117 batidas por minuto. Os vocais de Madonna variam desde a oitava inferior de Fá3 para a maior nota de Lá♭4. Greg Kot, do Chicago Tribune, rotulou a produção como "Madonna mundana e cansada". David Browne da Entertainment Weekly notou que as "batidas difíceis e lavagens de sintetizadores fazem os anseios romântico-físicos (e ganchos) de 'Skin' e 'Nothing Really Matters' ainda mais irritantes [...]". JD Considine, do The Baltimore Sun, sentiu que a música era uma "música inteligente e com muito groove". Chuck Taylor, da Billboard, comparou a composição de "Nothing Really Matters" com "Vogue" (1990) por ter o que ele definiu como "disco incrustado". No entanto, ele descobriu que a parte importante "central" da música era o conteúdo lírico "docemente espiritual" e "simples".
A música começa com um "ruído estranho, eletrônico e levemente quebrado" que se estende entre o início da música e até o 54 segundos. O começo influenciado pelo ambiente dá a impressão de que "Nothing Really Matters" seria uma balada, mas na marca dos minutos, ele muda para uma música dance-pop de ritmo intermediário. A música ambiente fica restrita, embora possa ser ouvido bipes superficiais da direita para a esquerda. O fundo tem várias cordas fracas, o que significa a profundidade do campo estéreo. O refrão começa com um som de dança em ritmo acelerado, sobre o qual Madonna canta: "Nada realmente importa / amor é tudo que precisamos / tudo que eu dou a você / tudo volta para mim". Durante toda a música, inclui dois versos, três refrões, uma seção de ponte e um encerramento. A ponte é apoiada por sons de piano com uma sequência descendente de duas compasso. Madonna canta a mesma letra no outro, mas fica mais lenta e ecoa por mais tempo até que a música desapareça.
As letras são sobre o nascimento da filha da cantora, Lourdes, e a realização da maternidade. Em uma entrevista à Wesleyan University Press, Madonna declarou: "Há uma música no álbum chamada 'Nothing Really Matters', e é muito inspirada por minha filha. É apenas perceber que, no final do dia, o mais importante é amar as pessoas e compartilhar o amor. O nascimento da minha filha tem sido uma grande influência. É diferente olhar a vida através dos olhos de uma criança e, de repente, você tem um novo respeito pela vida e meio que recebe sua inocência é essa percepção que eu incorporei em 'Nothing Really Matters', 'Little Star' e 'Mer Girl'". O Michigan Daily revisou o álbum principal e concluiu que, como o single "Ray of Light" tratava de enfrentar o passado, "Nothing Really Matters", por outro lado, é sobre "seguir em frente".

## Recepção

### Crítica
Stephen Thomas Erlewine, do AllMusic, Kevin C. Johnson do St. Louis Post-Dispatch e Chris Gernard de Metro Weekly destacaram "Nothing Really Matters" como uma das melhores faixas do Ray of Light. Erlewine, que também escreveu a biografia de Madonna para o site, citou a música como um dos destaques de sua carreira. Chuck Taylor, da Billboard, rotulou a música como uma "jóia" e elogiou o "gancho irresistível". Da mesma publicação, Jason Lipshutz questionou: "E se a dança suave de 'Nothing Really Matters', o videoclipe de 'Ray of Light' ou a beleza gritante de 'Frozen' nunca existisse? Felizmente, nunca precisamos descobrir". A Rolling Stone disse: "Músicas como a faixa-título do álbum e 'Nothing Really Matters' estão cheias de calor e admiração". "Um pedaço de shufflebeat borbulhante e infeccioso", escreveu Stuart Maconie em uma resenha para a revista Q sobre Ray of Light, "mas elementos aberrantes aparentam melhorar a vista, como um solo de piano atonal que sae de  Schoenberg". Stephen Thompson, do The A.V. Club foi positivo, afirmando que o refrão e a composição "barulhentos" devem soar nas pistas de dança nos próximos anos [...]". Nathan Smith, do Houston Press, também foi positivo – afirmando que "poucos singles ilustraram [a mudança de Madonna na abordagem musical] melhor que 'Nothing Really Matters'" – Ele concluiu: "É uma ótima faixa de dance saltitante que nunca recebeu o amor que merecia, e seus temas para a família são uma boa opção para o evento".
No entanto, Enio Chiola, do PopMatters, sentiu que o apelo comercial e a produção da música eram inferiores a outras faixas do álbum, e afirmou que "Skin" — outra música de Ray of Light — teria sido um lançamento melhor. Jose F. Promis, da AllMusic, revisou o single e premiou com duas estrelas e meia de cinco. Ele sugeriu que a versão original do álbum era um pouco "morna" e comentou: "Este single é um caso em que a produção substitui a música, que por si só está entre as músicas mais simples e menos interessantes de Madonna". Richard LaBeau do Medium opinou que era "uma faixa perfeitamente fina de seu melhor álbum, mas há várias outras músicas no álbum que são melhores e teriam sido singles mais interessantes". Para a revista Billboard, Nolan Feeney observou: "Ela evita que os tópicos pareçam vazios, levando o seu eu mais jovem para a tarefa: a dance music é frequentemente uma ferramenta para artistas e ouvintes construírem suas identidades; aqui, Madonna usa batidas pulsantes para derramar sua pele". Durante o ranking de melhores singles de Madonna em homenagem ao seu 60º aniversário, Jude Rogers, do The Guardian, colocou "Nothing Really Matters" no número 39, chamando-a de "hino celestial para a maternidade".
Na edição de 2000 do Prêmio ASCAP Rhythm and Soul, "Nothing Really Matters" foi indicado a categoria Canção Dance; Esta foi a primeira indicação de Madonna nessa categoria, e foi a sua segunda indicação ao prêmio desde o ano anterior — quando sua música "Ray of Light" foi recomnhecida — sagrando-se vencedora nessa mesma categoria. "Nothing Really Matters" acabou ganhando o prêmio, tornando-se sua primeira vitória nessa categoria e também sua última por um longo período de tempo até que ela ganhou novamente em 2002, por "Don't Tell Me".

### Comercial
"Nothing Really Matters" teve um tímido desempenho comercial, Nos Estados Unidos, estreou no número 99 na Billboard Hot 100, tornando-a sua estréia mais baixa na tabela. Atingiu o pico de número 93 na semana seguinte e esteve presente por duas semanas no total. "Nothing Really Matters" ficou no topo da tabela Dance Club Songs, onde permaneceu lá por duas semanas, chegando ao número 25 na parada de Pop Songs. Jose F. Promis, da AllMusic, acreditava que a falta de sucesso do single na América do Norte se devia "ao terrível momento do lançamento do single, que ocorreu muito depois do pico das transmissões de rádio e boates". Muitos fãs na América do Norte culparam a estratégia de divulgação da Warner Bros. Records pela fraca repercussão da música nas tabelas. "Nothing Really Matters" também foi a primeira vez desde Bedtime Stories, em 1994, que Madonna emplacou quatro singles de um álbum no Hot 100. No Canadá, a música alcançou o pico de número sete na parada de singles da RPM.
Na UK Singles Chart — tabela musical do Reino Unido — "Nothing Really Matters" entrou no número sete em 13 de março de 1999. Posteriormente, ela foi certificada como prata pela British Phonographic Industry (BPI) depois de serem exportadas cerca de 200.000 unidades. Segundo a Official Charts Company, a música vendeu 128,137 cópias até agosto de 2008. A gravação atingiu o número 38 na Alemanha, passando um total de nove semanas na tabela do país. Na região da Flandres da Bélgica, a música estreou e atingiu o número 43 em 13 de março de 1999, enquanto na região da Valônia, no mesmo país, teve um desempenho semelhante, passando uma única semana na tabela. Nos Países Baixos, a música estreou no número 73 no Single Top 100 e atingiu o pico de 34 em 13 de março de 1999. Na Finlândia, a música estreou no número seis na parada finlandesa de singles e passou duas semanas no total. Na Espanha, foi o número um na parada de singles espanhola e ficou lá por três semanas consecutivas.
Na Oceania, nomeadamente na Austrália — "Nothing Really Matters" estreou no ARIA Charts — onde se posicionou no número 15 em 4 de março de 1999. Na semana seguinte, desceu para o número 22 e continuou até sua aparição final no número 49, estando presente em um total de seis semanas na tabela. Na Nova Zelândia, a música estreou no número sete na parada de singles da Nova Zelândia em 11 de abril de 1999. Ficou lá por duas semanas, até decair para o número 45. Subiu para o número 26 em sua última semana de pico, e esteve presente por um total de nove semanas na tabela.

## Videoclipe

### Antecedentes e inspiração
O videoclipe que acompanhava "Nothing Really Matters" foi dirigido por Johan Renck e filmado em janeiro de 1999 no Silvercup Studios em Long Island City, Nova Iorque. De acordo com uma entrevista nos bastidores da Entertainment Tonight, Madonna afirmou que a inspiração por trás do vídeo foi do romance de 1997 de Arthur Golden, Memoirs of a Geisha. Mais tarde, ela declarou: "A ideia de uma gueixa é uma metáfora direta para ser um artista, porque, por um lado, você tem o privilégio de ser uma gueixa, mas, por outro lado, é uma prisão". [...] Madonna coreografou seus próprios movimentos no vídeo, já que ela "[não gostou] de como as outras pessoas dizem como eu deveria me movimentar, sou minha melhor coreógrafa". Em entrevista ao radialista e jornalista americano Larry King, Madonna comentou sobre de onde surgiu a ideia de representar da gueixa: "[...] havia uma personagem no livro chamada Hatsumomo e ela tem sido minha musa inspiradora nos últimos seis meses". Ela afirmou que sua filha, na época, a chamava pelo nome da personagem do romance, Hatsumomo, que a cantora achou intrigante, mas bizarro.
O quimono vermelho que Madonna usava no videoclipe foi criado pelo estilista francês Jean-Paul Gaultier. Seu principal visual para o vídeo consistia em maquiagem pesada para os olhos e um rosto pálido com cabelos escuros e lisos, além de um par de botas vermelhas de cano alto para acompanhar o quimono. O quimono foi acompanhado por um grande cinto de couro vermelho.. Madonna vestiu o quimono novamente no Grammy Awards de 1999, no qual ela se apresentou. O visual foi redesenhado por Gaultier e a dupla de moda italiana Dean e Dan Caten para a Drowned World Tour de 2001. O videoclipe de "Nothing Really Matters" estreou na MTV em 13 de fevereiro de 1999. O vídeo pode ser encontrado na compilação de Madonna em 1999, The Video Collection 93:99.

### Sinopse e recepção

Madonna, vestindo um quimono vermelho, no visual inspirado por gueixas-para o videoclipe de "Nothing Really Matters".

O vídeo abre com uma sala vazia com uma pintura de peixe e mostra Madonna segurando o que parece ser um bebê, mas na verdade é um grande saco de água. Cenas alternadas a mostram em um quimono vermelho e preto realizando alguns movimentos. Então, uma cena mostra um grupo de pessoas de origem asiática, que caminham por um corredor escuro. Enquanto Madonna canta a música em um quimono preto, ela agarra a bolsa de água. Quando o refrão começa, Madonna usando o quimono, continua a dançar. Essa cena continua pelo resto da música. Existem várias cenas de japoneses realizando movimentos de dança butoh treinados pelo coreógrafo sueco Su-En. Essas cenas foram filmadas em um reator nuclear desativado abaixo do Royal Institute of Technology no centro de Estocolmo. A cena final apresenta Madonna sentada enquanto alguém a está pintando de costas e lentamente descansa o corpo no grupo. Enquanto a música desaparece, Madonna está de quimono vermelho andando e rindo na direção da câmera e, em seguida, a tela rapidamente se torna preta.
O videoclipe recebeu críticas favoráveis dos críticos. Soman S. Chainani, do The Crimson, foi positivo em sua crítica, afirmando: "O vídeo é deliciosamente subversivo. Em certo sentido, Madonna conscientemente lança camadas de seu ato pós-moderno durante o minuto 4:25 do vídeo, desafiando-nos a reunir suas pistas". Rotulando-o de um vídeo "surreal" com imagens e direção "angulares", ele concluiu: "Aleatório? Claro que não. Percebendo que são todas as peças de um quebra-cabeça, entendemos a resposta impressionante. Madonna é, na verdade, uma moderna gueixa. Ela está presa dentro de seu corredor, sem a menor privacidade, mas é livre para se apresentar". Um revisor do site HitFix comentou: "[O vídeo] é uma criação futurista deslumbrante e um dos vídeos mais subestimados de Madonna. Sombrio e hipnótico, 'Matters' apresenta uma coreografia não convencional que inicialmente causou muito (pelo menos para 1999), mas na realidade o diretor Johan Renck criou um espetáculo visual que exige visualização repetida. Ele também apresenta uma das performances de vídeo mais inspiradas de Madonna".
No MTV Video Music Awards de 1999, Renck, Bjorn Benckert e Tor-Bjorn Olsson foram indicados para Melhor Efeitos Especiais em um Vídeo. Esta foi a segunda nomeação sub-creditada de Madonna nessa categoria, tendo sido nomeada e, eventualmente, ganhou o mesmo prêmio um ano antes com seu single "Frozen". Madonna também foi indicada três vezes com seu single "Beautiful Stranger" no mesmo ano. No entanto, Renck, Benckert e Olsson perderam para Sean Broughton, Stuart D. Gordon e Paul Simpson, do Digital Domain, com seu trabalho em "Special" da banda estadunidense-escocesa Garbage; esse continua sendo o último vídeo de Madonna a ser indicado nessa categoria.

## Performance ao vivo

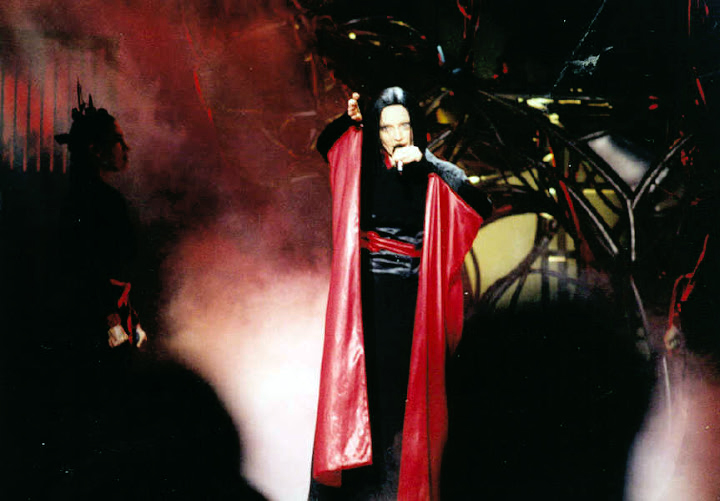
Madonna vestindo um quimono, desenhado por Jean-Paul Gaultier, semelhante ao do videoclipe, em sua Drowned World Tour.

Em 24 de fevereiro de 1999, Madonna performou "Nothing Really Matters" como o número de abertura do Grammy Awards de 1999. A apresentação foi realizada e gravada no Shrine Auditorium em Los Angeles, Califórnia. O palco tinha duas grandes infra-estruturas japonesas de cada lado, uma tela preta e um banco semi-grande no qual Madonna estava. A apresentação começou com as luzes acesas em Madonna, que usava o quimono vermelho, botas de plataforma da mesma cor e uma peruca de fios pretos. O refrão começou com quatro dançarinos de fundo seguraram uma sacola plástica, semelhante aos japoneses no videoclipe, e um dançarino de fundo sendo projetado na tela. No segundo refrão, os vocalistas de Madonna começaram a cantar em cima dos bancos usando quimonos semelhantes. Durante o interlúdio da ponte da música, um homem entrou no palco e começou a se apresentar com um número de manipulação do fogo. Quando Madonna ganhou o prêmio de Melhor Álbum Pop na mesma cerimônia, ela subiu ao palco com Orbit para receber o prêmio trajando o quimono.
A performance ao vivo recebeu críticas positivas da maioria dos críticos de música; Jason Kaufman, do NY Rock, comentou: "Sua constante mudança de nacionalidade tem que desaparecer. Com sua roupa de gueixa que passou por boates na noite passada, [...] a mulher provou que é um Epcot Center ambulante, com muita moda e falta de cultura. E o que eram aquelas mulheres dançando atrás dela em seu número musical? Os objetos pareciam fetos dos arquivos X da semana passada". Bradley Stern, do Idolator, organizou uma enquete, perguntando aos telespectadores qual foi o melhor desempenho de Madonna no Grammy. Ao lado do Grammy de 1999, Stern listou as performances de Madonna em "Music" na cerimônia de 2001, "Hung Up" em 2006 e "Same Love" e "Open Your Heart" na cerimônia de 2014. "Nothing Really Matters" ficou em terceiro lugar na pesquisa, com 102 votos. A equipe do InStyle destacou a performance como uma das melhores performances do Grammy até hoje.

## Legado e outro uso na mídia
"Nothing Really Matters" foi apontado como um dos singles mais subestimados de Madonna até hoje. Louis Virtel, do NewNowNext, listou a música no número 94 da lista das 100 melhores músicas da Madonna, afirmando: "Lidando com as máximas da nova era e com os sentimentos dos Beatles, 'Nothing Really' é tão esquisita e curiosa quanto uma fantasia de gueixa vermelha de couro envernizado". O quimono Gaultier foi citado por várias publicações como uma das reinventações e looks mais notáveis de Madonna, incluindo revistas de moda InStyle, Elle e Harper's Bazaar. Além disso, o quimono foi reconhecido como um dos melhores e piores looks do Grammy.
Louis Virtel listou o videoclipe no número 49 em seu ranking dos 55 melhores videoclipes de Madonna. Julien Sauvalle, da Out, listou o vídeo no número oito em sua lista dos 20 melhores videoclipes mais estilosos de Madonna. Nicole Sta, do Idolator, chamou o clipe de um dos melhores videoclipes de Madonna. Nikki Ogunnaike, da revista Glamour, listou o vídeo como um dos 5 principais videoclipes da moda de Madonna.
O visual da gueixa foi ainda mais reproduzido para a aparição de Madonna na edição de maio a junho de 1999 da revista Harper's Bazaar. A cantora assumiu o controle criativo parcial da questão e solicitou ao fotógrafo da sessão Patrick Demarchelier que incorporasse elementos da novela Memoirs of a Geisha nela, tanto visual quanto tipograficamente. Três capas foram selecionadas para diferentes regiões do mundo. Em 2016, o visual da gueixa foi adaptada na série de TV RuPaul's Drag Race. O apresentador do programa, RuPaul, anunciou que as participantes precisavam criar um vestido inspirado nos looks icônicos de Madonna. Quatro competidores da drag queen usavam a aparência de gueixa, incluindo uma com aparência semelhante no videoclipe da cantora "Paradise (Not for Me)". Um quinto participante decidiu usar um quimono no vídeo de "Nothing Really Matters", mas mudou. Este desfile foi criticado pelo blog Vulture, pela falta de variedade dos looks icônicos de Madonna fora de "Nothing Really Matters".

## Lista de faixas
CD1 europeu
1. "Nothing Really Matters (Album Version)" – 4:27
2. "Nothing Really Matters (Club 69 Radio Mix)" – 3:45
3. "Nothing Really Matters (Kruder & Dorfmeister Mix)" – 11:10

CD2 europeu
1. "Nothing Really Matters (Club 69 Future Mix)" – 8:20
2. "Nothing Really Matters (Club 69 Phunk Mix)" – 8:00
3. "Nothing Really Matters (Vikram Remix)" – 8:38
4. "Nothing Really Matters (Club 69 Mixshow)" – 5:37

## Créditos e equipe
Créditos adaptados das notas da capa do álbum Ray of Light.
- Madonna – vocal, compositor, produtor
- Patrick Leonard – compositor
- William Orbit – produtor
- Marius De Vries – produtor
- Niki Haris – vocais de fundo
- Donna DeLory – vocais de fundo
- Steve Sidelnyk – programação de bateria
- Mark Endert – engenheiro
- Jon Ingoldsby – engenheiro
- Patrick McCarthy – engenheiro
- Dave Reitzas – engenheiro
- Matt Silva – engenheiro
- Ted Jensen – masterização
- Kevin Reagan – direção de arte, design
- Luis Sanchez – fotografia

## Desempenho nas tabelas musicais

### Tabelas semanais
| Tabela musical (1999)               | Melhor posição |
| ----------------------------------- | -------------- |
| Alemanha (Offizielle Top 100)       | 38             |
| Austrália (ARIA Charts)             | 15             |
| Áustria (Ö3 Austria Top 40)         | 29             |
| Bélgica (Ultratop 50 de Flandres)   | 43             |
| Bélgica (Ultratop 40 de Valônia)    | 39             |
| Canadá (RPM Single Chart)           | 7              |
| Escócia (OCC)                       | 9              |
| Espanha (PROMUSICAE)                | 1              |
| Estados Unidos (Billboard 100)      | 93             |
| Estados Unidos (Dance Club Songs)   | 1              |
| Estados Unidos (Pop Songs)          | 25             |
| Europa (Hot 100 Singles)            | 19             |
| Finlândia (IFPI Finlândia)          | 6              |
| França (SNEP)                       | 48             |
| Grécia (IFPI Grécia)                | 5              |
| Hungria (MAHASZ)                    | 1              |
| Irlanda (IRMA)                      | 28             |
| Islândia (Íslenski Listinn Topp 40) | 5              |
| Nova Zelândia (Recorded Music NZ)   | 7              |
| Países Baixos (Dutch Top 40)        | 3              |
| Países Baixos (Single Top 100)      | 34             |
| Reino Unido (UK Singles Chart)      | 7              |
| Suécia (Sverigetopplistan)          | 41             |
| Suíça (Schweizer Hitparade)         | 26             |

| Tabela musical (1999)                     | Posição |
| ----------------------------------------- | ------- |
| Canadá (RPM)                              | 86      |
| Estados Unidos (Dance Club Songs)         | 9       |
| Estados Unidos (Dance Club Singles Sales) | 26      |
| Romênia (Romanian Top 100)                | 36      |

## Certificações
| Região                                                                                             | Certificação | Vendas  |
| -------------------------------------------------------------------------------------------------- | ------------ | ------- |
| Reino Unido (BPI)                                                                                  | Prata        | 128,137 |
| ^distribuições baseadas apenas na certificação *números de vendas baseados somente na certificação |              |         |